# Red Moon
Red Moon es el segundo álbum de estudio por el grupo de chicas japonesas Kalafina.

## Lista de reproducción
1. red moon
2. Hikari no Senritsu (光の旋律, Melodía de la Luz)
3. Te to Te to Me to Me (テトテトメトメ, Mano a mano y ojos a ojos)
4. Fantasía
5. Haru wa Kogane no Yume no Naka (春は黄金の夢の中, La primavera está en un sueño dorado)
6. Kyrie
7. Yami no Uta (闇の唄, Canción de la Oscuridad)
8. Hoshi no Utai (星の謡, Cántico de las Estrellas)
9. storia
10. intermezzo
11. progressive
12. Lacrimosa
13. I have a dream